# Наомі Умань
Наомі Умань (англ. Naomi Uman; нар. 11 листопада 1962, Фріпорт, Нью-Йорк, США) — американська режисерка артхаусного кіно, продюсерка та візуальна художниця. Закінчила Колумбійський університет, стала вченим-етнографом. З 2006 року мешкає у селі Легедзине біля Умані. Закінчила Каліфорнійський інститут мистецтв. Стрічки Наомі демонструвалися на національних та міжнародних кінофестивалях, а також у Музеї Ґуґґенґайма, Музеї американського мистецтва Вітні та Музеї сучасних мистецтв у Мехіко. Крім роботи над фільмами, режисерка викладає основи кіновиробництва у США та Мексиці.

## Життєпис
Наомі Умань народилася 11 листопада 1962 року в місті Фріпорт, штат Нью-Йорк, США. 1906-го її прадід із прабабцею емігрували з Умані до США
У 1980 році закінчила школу. Два роки працювала кухаркою. У 1983 році відкрила ресторан у Нью-Йорку. Та невдовзі продала свою частку й поїхала до Іспанії. За рік вступила до Колумбійського університету, вивчала історію Середніх віків. У 1993 році почала знімати документальне кіно. 1998 року створила свій перший документальний фільм «Молоко» (ісп. Leche), про життя сільських мешкаців Мексики, про бідних мексиканців-пастухів, та мексиканських іммігрантів в Сполучених Штатах. У 1999 році вийшла заміж за мексиканця. Коли чоловік запропонував народити дітей, розлучилася з ним.
1 лютого 2006 року Наомі Умань приїхала в Україну з Лос-Анджелеса. Наомі вивчає в Україні історію, етнографію, мову та діалект, життя села. Для найкращого розуміння українського села Наомі Умань сама живе в старій хаті у Легедзиному, тримає власний город, навчилась готувати борщ та вареники. Зняла документальний фільм «Неназване кіно» про життя та традиції мешканців села Легедзино. Другий фільм, під назвою «Кода» (музичний термін, що означає лейтмотив, яким починається та завершується музичний твір), розповідає про єврейське паломництво до Умані. До своїх численних документальних фільмів американська режисерка Наомі Умань хоче додати ще один. Віднедавна вона збирає на Тальнівщині матеріали для фільму про Голодомор в селі Легедзине.
Навесні 2009 року Наомі Умань відвідала декілька українських міст з показом шести власних стрічок під назвою «Українська машина часу». Вона також працювала над перекладом і субтитрами нового фільму зі згаданого циклу. Наомі Умань демонструвала свої стрічки на фестивалях від Кореї до Мексики й Чилі. Її фільми «Кода» і «Календар» були відзначені нагородами. У своїх фільмах Наомі Умань вдало поєднує документальні, етнографічні та експериментальні стратегії кіно.
6 лютого 2009 року в арт-центрі Павла Гудімова «Я Галерея», за підтримки програми імені Фулбрайта в Україні, відбулась презентація двох фільмів Наомі Умань.

## Фільмографія
- Leche (1998, 16-мм кіноплівка, b&w, sound, 30 min.)[2][8]
- Removed (1999, 16-мм кіноплівка, 5 хв.)[2][5]
- Private Movie (2000, 16-мм кіноплівка, 6 хв.)
- Hand eye coordination (2002, 16-мм кіноплівка, 11 хв.)
- Mala Leche (2003, 16-мм кіноплівка, 47 хв.)
- Lay (2006, 16-мм кіноплівка, 15 хв.)[2]
- Tin Woodsman (2008, 16-мм кіноплівка, 6 хв.)[2][5]
- lay (2006, 16-мм кіноплівка, 15 хв.)[2]

Українська машина часу
- Календар (англ. Kalendar) (2008, 16-мм кіноплівка, 11 хв.)[2]
- Неназване кіно (англ. Unnamed Film) (2008, 16-мм кіноплівка, 55 хв.)[2]
- В цей день (англ. On this Day) (2006, 16-мм кіноплівка, 5 хв.)[2]
- Вікно (англ. Window) (2008. 16-мм кіноплівка, 3 хв.)
- Кода (англ. Coda) (2008, 16-мм кіноплівка, 3 хв.)[2]
- Глина (англ. Clay) (2008, 16-мм кіноплівка, 15 хв.)[2]

## Нагороди
У 2002 році Наомі Умань була нагороджена Грантом Ґуґґенгайма. У 2008 році вона отримала стипендію «Media Arts» Інституту Трайбека.